# 베팅엔
베팅엔(Wettingen)은 스위스 아르가우주의 바덴구에 있는 주거 커뮤니티이다. 약 20,000명의 인구가 있는 베팅엔은 주에서 두 번째로 큰 지자체이다.

## 지리
베팅엔은 리마트 계곡(독일어: Limmattal)에 위치한 리마트강의 오른쪽 제방에 위치하고 있으며 바덴의 깊은 계곡 앞에 있다. 도시 대부분은 베팅거펠트(Wettinger Field)에 위치하며, 이 평평한 평야는 사방이 자연적인 경계로 둘러싸여 있다. 남쪽과 서쪽은 리마트강에 의해, 북쪽은 래게른의 강사면에, 그리고 동쪽으로는 줄페르크(Sulperg, 569m)에 의해 둘러싸여 있다. 포도원은 래게른의 경사면에 있다. 래게른과 줄페르크 사이에는 미개발된 아이기 계곡(아이기탈)이 있다. 베팅거펠트의 북동쪽에 있는 아이기탈의 서쪽 끝에는 비교적 잘 관리된 오래된 마을 중심지가 있다. 베팅거펠트를 통해 작은 개울이 흐르고, 고테스그라벤에서 리마트강으로 흘러 들어간다. 하천은 부분적으로 방향을 잡고, 부분적으로 매몰되고, 부분적으로 재자연화된다.
베팅엔의 면적은 2006년 기준으로 10.6k㎡이다. 이 면적 중 21.6%는 농업용으로 사용되며 39.1%는 산림이다. 나머지 토지 중 37.6%는 정착지(건물 또는 도로)이고 나머지(1.8%)는 비생산적(강 또는 호수)이다. 가장 높은 고도는 래게른의 일부인 브르크호른에서 859m이고 가장 낮은 고도는 리마트강에서 360m이다.
이웃 지역 사회는 엔네트바덴, 에렌딩엔 및 북쪽의 니더베닝엔이다. 오텔핑엔 커뮤니티는 동쪽(S-6 경유)에, 남서쪽에 뷔렌로스, 남쪽에 노이엔호프, 서쪽에 바덴에 위치해 있다.

## 인구통계

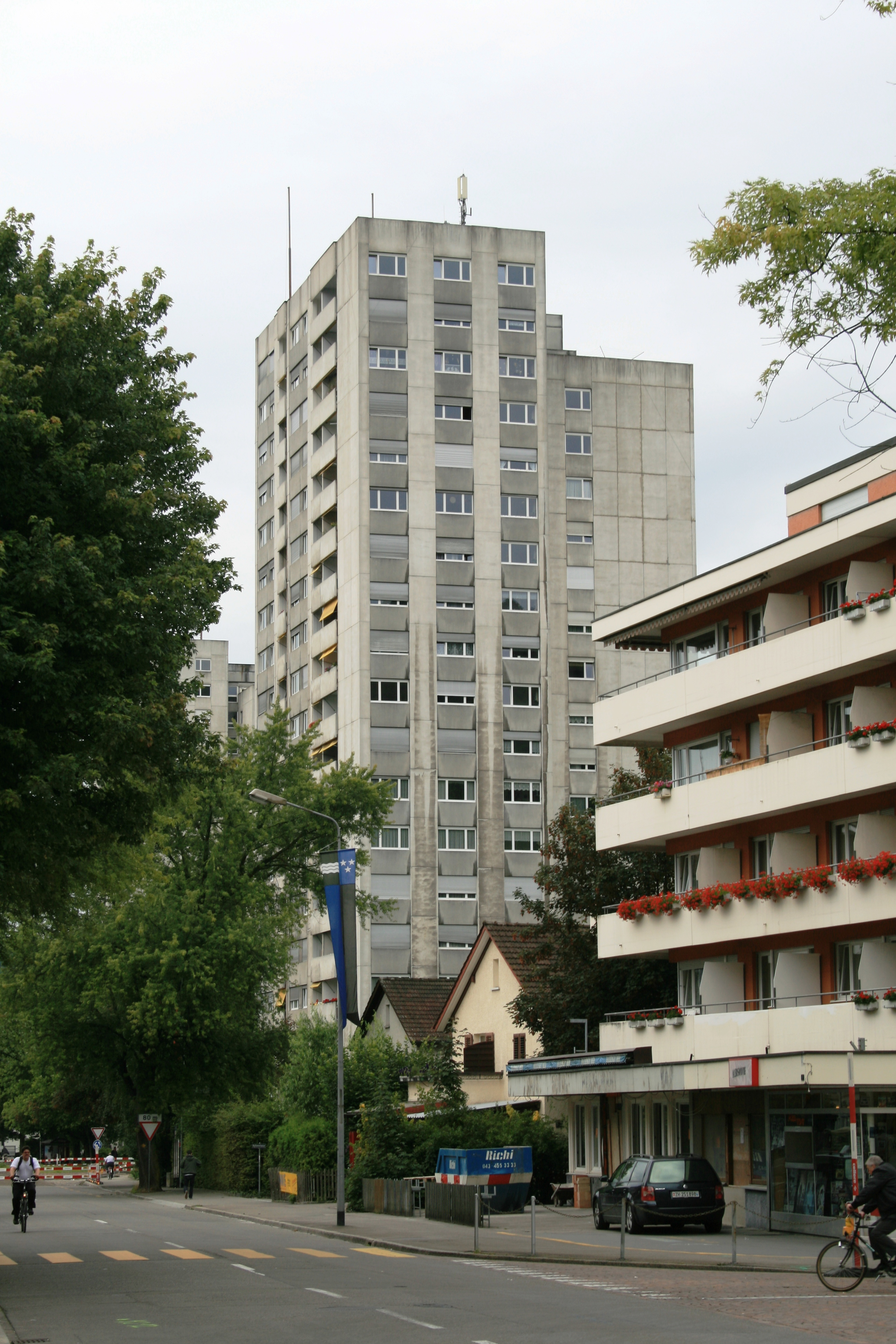
알버리히 츠비시히슈트라세의 고층 아파트 블록

베팅엔의 인구(2020년 12월 31일 기준)는 21,099명이다. 2008년 기준으로 전체 인구의 26.3%가 외국인이다. 지난 10년 동안 인구는 7.7%의 비율로 증가했다. 2000년 기준, 84.2%에 달하는 인구 대부분은 독일어를 사용하며, 이탈리아어가 두 번째로 많이 사용(5.1%)하고, 세르비아-크로아티아어가 세 번째(2.3%)이다.
2008년 현재 베팅엔의 연령 분포는 다음과 같다. 1,678명(인구의 8.5%)이 0~9세이고 1,907명(9.7%)이 10~19세이다. 성인 인구 중 2,595명(인구의 13.1%)이 20~29세이다. 3,045명(15.4%)은 30~39세, 3,212명(16.3%)은 40~49세, 2,468명(12.5%)은 50~59세이다. 고령자 분포는 2,101명(인구의 10.66%) 사이이다. 69세는 1,690명(8.6%), 70~79세는 8.6%, 80~89세는 897명(4.5%), 90세 이상은 164명(0.8%)이다.
2000년 기준으로 1~2인 가구는 1,405가구, 3~4인 가구는 4,963가구, 5인 이상 가구는 1,930가구이다. 가구당 평균 인구는 2.04명이었다. 2008년 총 9,974가구 및 아파트 중 1,855가구(전체의 18.6%)가 단독주택이었다. 공실률 0.2%인 공실 아파트는 총 19채였다. 2007년 기준 신규주택 건설률은 인구 1000명당 5세대이다.
2007년 연방 선거에서 가장 인기 있는 정당은 29.5%의 득표율을 기록한 SVP였다. 다음으로 가장 인기 있는 세 정당은 SP (21.1%), CVP (16.9%), FDP (13%)였다.
베팅엔에서는 인구의 약 75.2%(25-64세)가 비필수 고등교육 또는 추가 고등교육(대학 또는 응용학문대학)을 완료했다. 학령인구(2008/2009학년도 기준) 중 초등학교에 다니는 학생이 1,130명, 중학교에 다니는 학생이 467명, 시정촌에서 고등교육 또는 대학교에 다니는 학생이 495명이다.
역사적 인구는 다음 표에 나와 있다.
| 연도 | 인구   | ±%     |
| ---- | ------ | ------ |
| 1975 | 19,243 | —      |
| 1980 | 18,129 | −5.8%  |
| 1990 | 17,582 | −3.0%  |
| 2000 | 17,833 | +1.4%  |
| 2014 | 20,230 | +13.4% |

### 종교

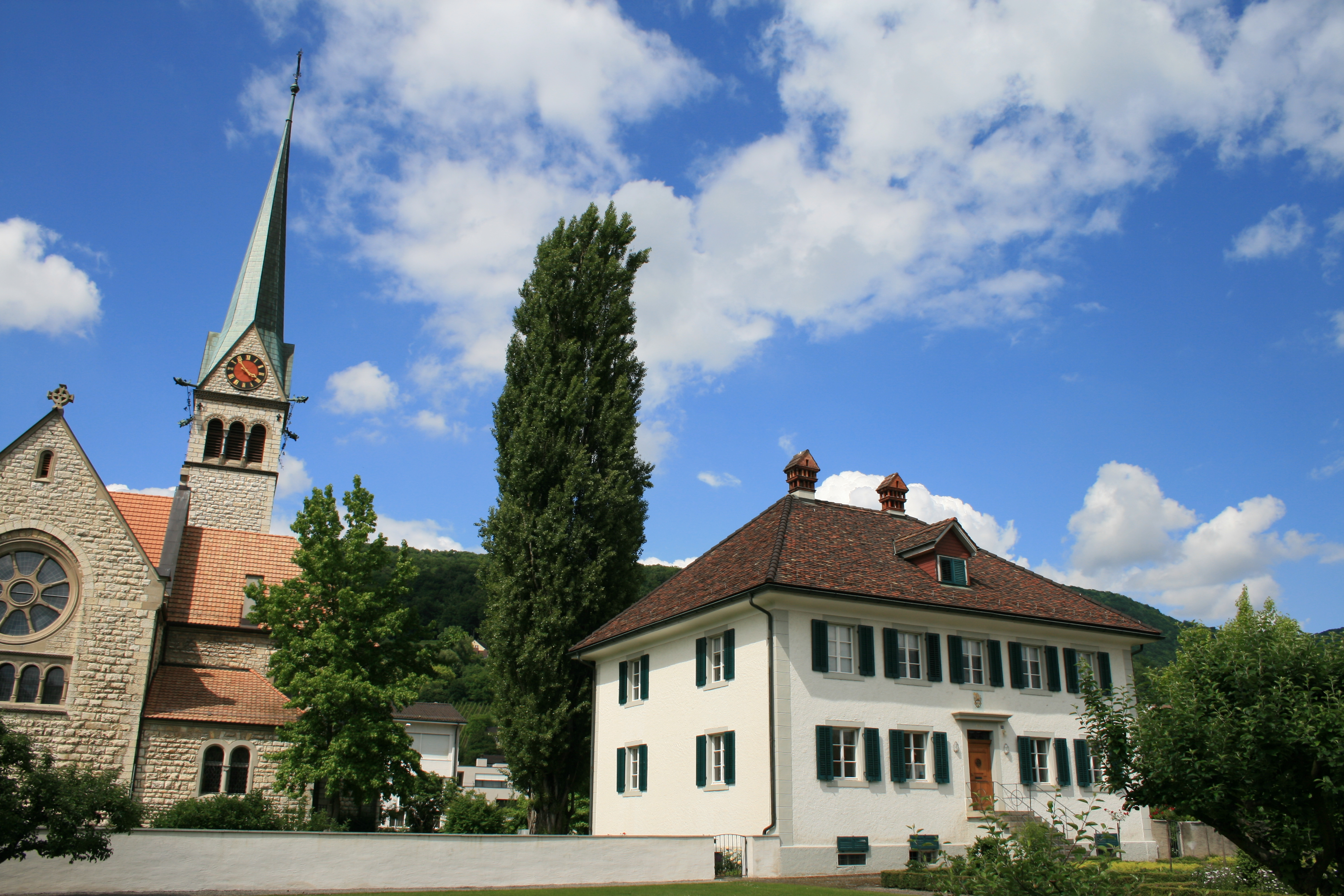
성 세바스찬 교회

2000년 인구 조사에 따르면 8,662명(48.5%)이 로마 가톨릭 신자이고 4,814명(26.9%)이 스위스 개혁 교회에 속해 있다. 나머지 인구 중 크리스찬 가톨릭 교회 신자는 40명(전체 인구의 약 0.22%)이다.

## 국가중요문화재
클로스터슈트라세 11번지에 있는 이전 시토회 수도원과 샤르텐슈트라세 77번지에 있는 신석기 시대 석조 무덤은 국가적으로 중요한 스위스 문화유산으로 등록되어 있다.

## 경제
2007년 현재 베팅엔의 실업률은 2.76%이다. 2005년 현재 1차 경제 부문에 102명이 고용되어 있으며, 이 부문에 약 26개 기업이 참여하고 있다. 1,926명이 2차 부문에 고용되어 있고, 이 부문에 159개의 기업이 있다. 5,087명이 3차 부문에 고용되어 있으며, 이 부문에는 689개의 기업이 있다.
2000년 기준으로 자치단체에 거주하는 전체 근로자는 9,184명이다. 이 중 6,625명 또는 약 72.1%의 거주자가 베팅엔 외부에서 일했고 4,223명이 일을 위해 시정촌으로 통근했다. 지자체에는 총 6,782개의 일자리(주당 최소 6시간)가 있었다. 근로 인구의 27.4%가 대중교통을 이용하여 출퇴근하고, 40%가 자가용을 이용하였다.

## 교통
베팅엔은 A3 고속도로 노선 상에 있다. 베팅엔역은 S6와 S12 노선에 있는 취리히 S-반의 정류장이다. 바덴과 함께 베팅엔에 위치한 중앙 차고인 RVBW 버스 네트워크에서 운행한다. 특히 1호선, 4호선, 7호선, 8호선은 베팅겐을 통과하며 러시아워에는 1호선의 노선을 따라 6호선이 연장된다.

## 스포츠
FC 베팅엔 93은 지역 축구팀이며, 알텐부르크 경기장에서 뛰고 있다. 현재까지 그들의 가장 유명한 업적은 1989-90년 UEFA 컵에 등장한 것이다.